# Charon
Charon (лат.) — род паукообразных из отряда жгутоногих пауков. Обитают в Австралии, Юго-Восточной Азии (на Малайском полуострове и островах Малайского архипелага), на Новой Гвинее и Соломоновых островах.

## Классификация
В роде Charon 5 видов:
- Charon forsteri (Dunn, 1949)[1] — Соломоновы острова[1];
- Charon gervaisi Harvey et West, 1998 — Австралия;
- Charon grayi (Gervais, 1842)typus — Малайский полуостров, острова Малайского архипелага, Новая Гвинея, архипелаг Бисмарка;
- Charon oenpelli Harvey et West, 1998 — Австралия;
- Charon trebax Harvey et West, 1998 — Австралия.

Вид Charon annulipes Lauterer, 1895, описанный по образцу из Восточной Австралии, в настоящее время имеет статус nomen dubium.